# Ліст-на-Зильті
Ліст-на-Зильті (нім. List auf Sylt) — найпівнічніша громада Німеччини, розташована в землі Шлезвіг-Гольштейн. Входить до складу району Північна Фризія. Складова частина об'єднання громад Ландшафт-Зильт. Займає північну частину острова Зильт.
Площа — 18,47 км2. Населення становить 1553 ос. (станом на 31 грудня 2020).

## Назва
- Ліст-на-Зильті (нім. List auf Sylt; півн.-фриз. List üp Söl; дан. List på Sild) — сучасна назва, за назвою острова.
- Ліст (нім. List) — назва до 31 грудня 2008 року.

## Географія
Розташований на дансько-німецькому кордоні, чинному від 1920 року.

## Галерея

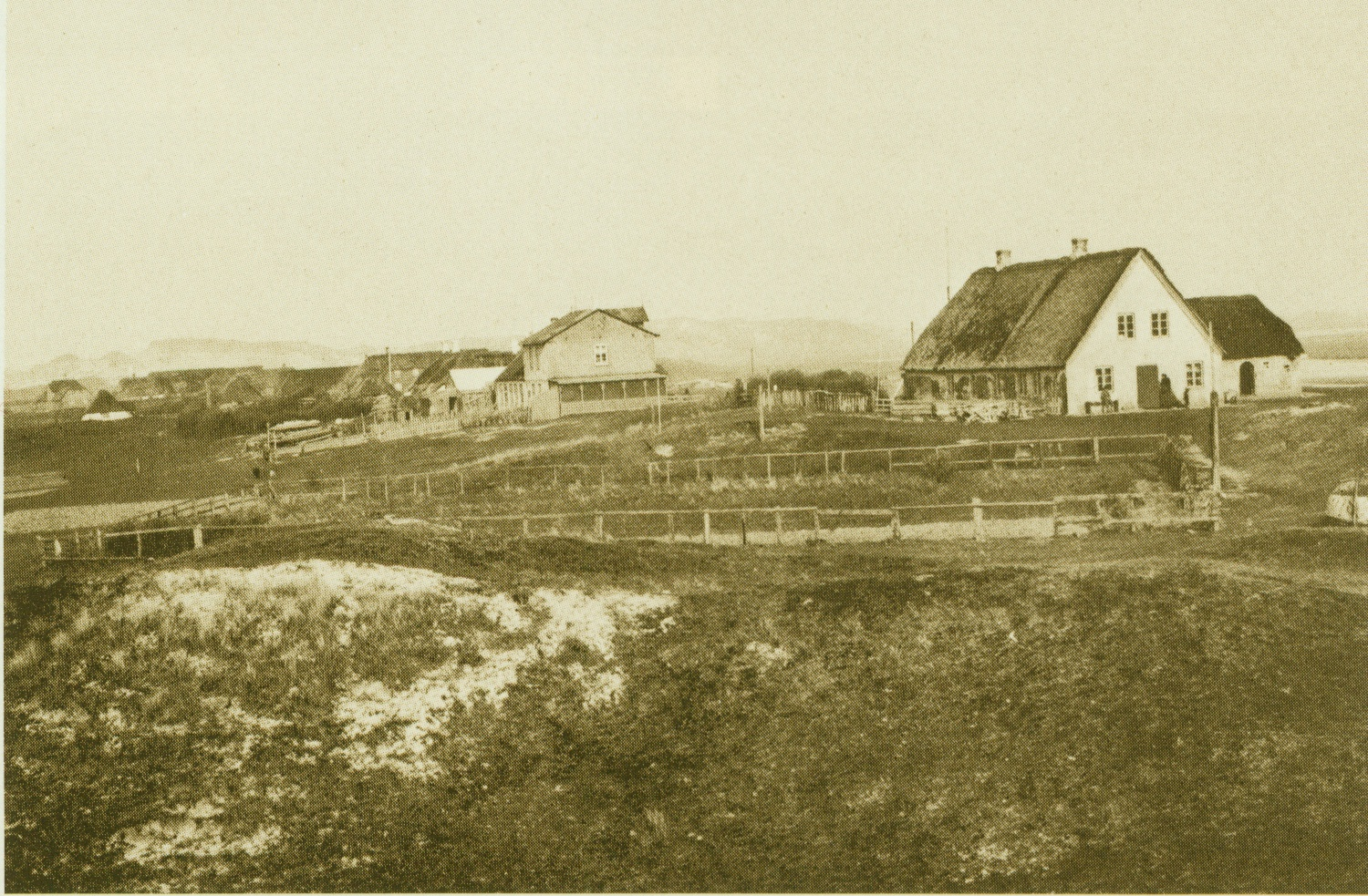
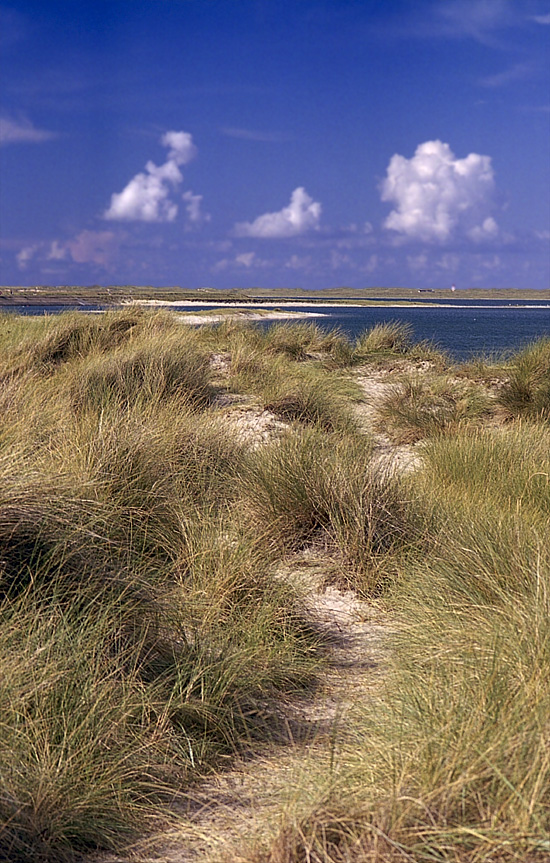
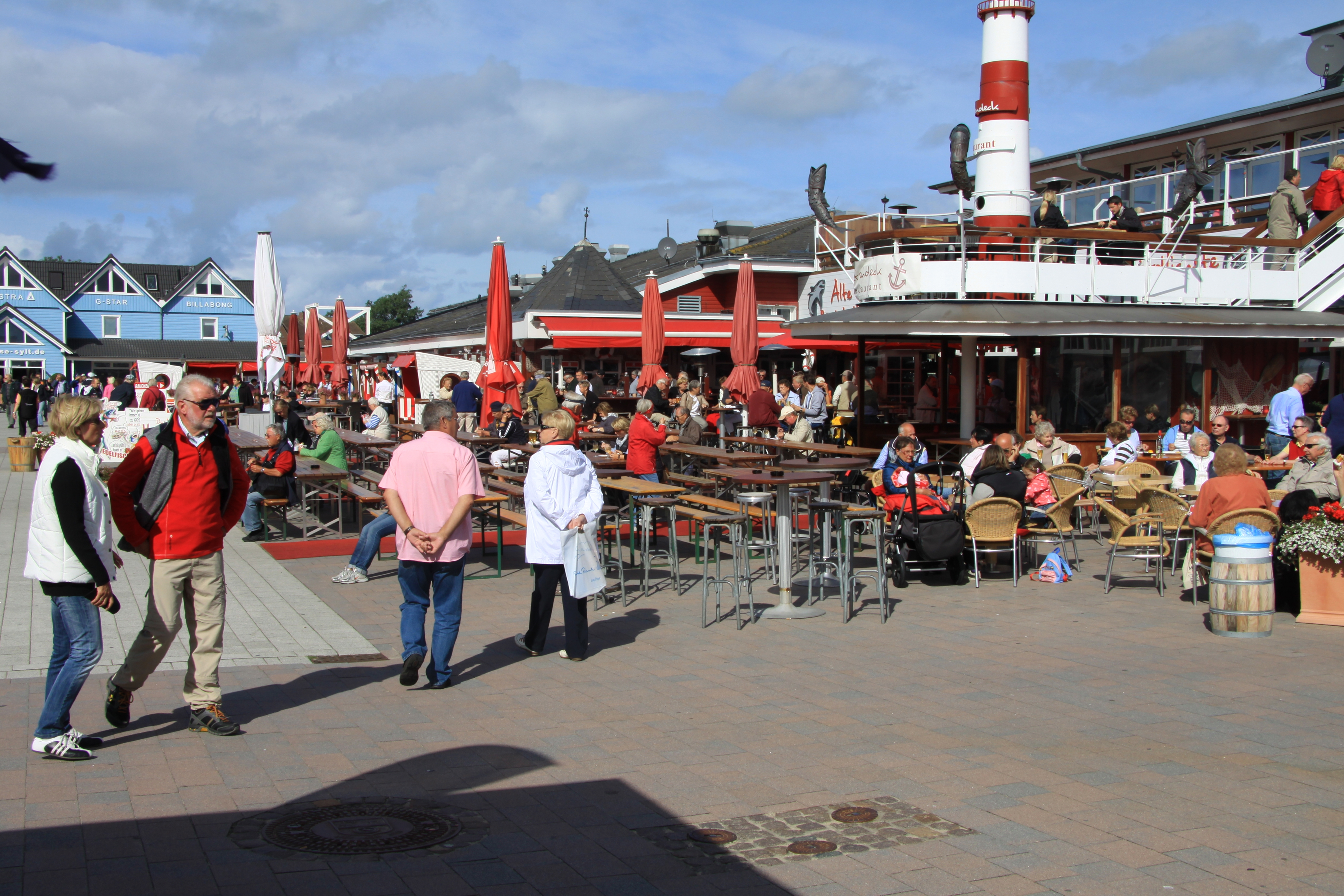
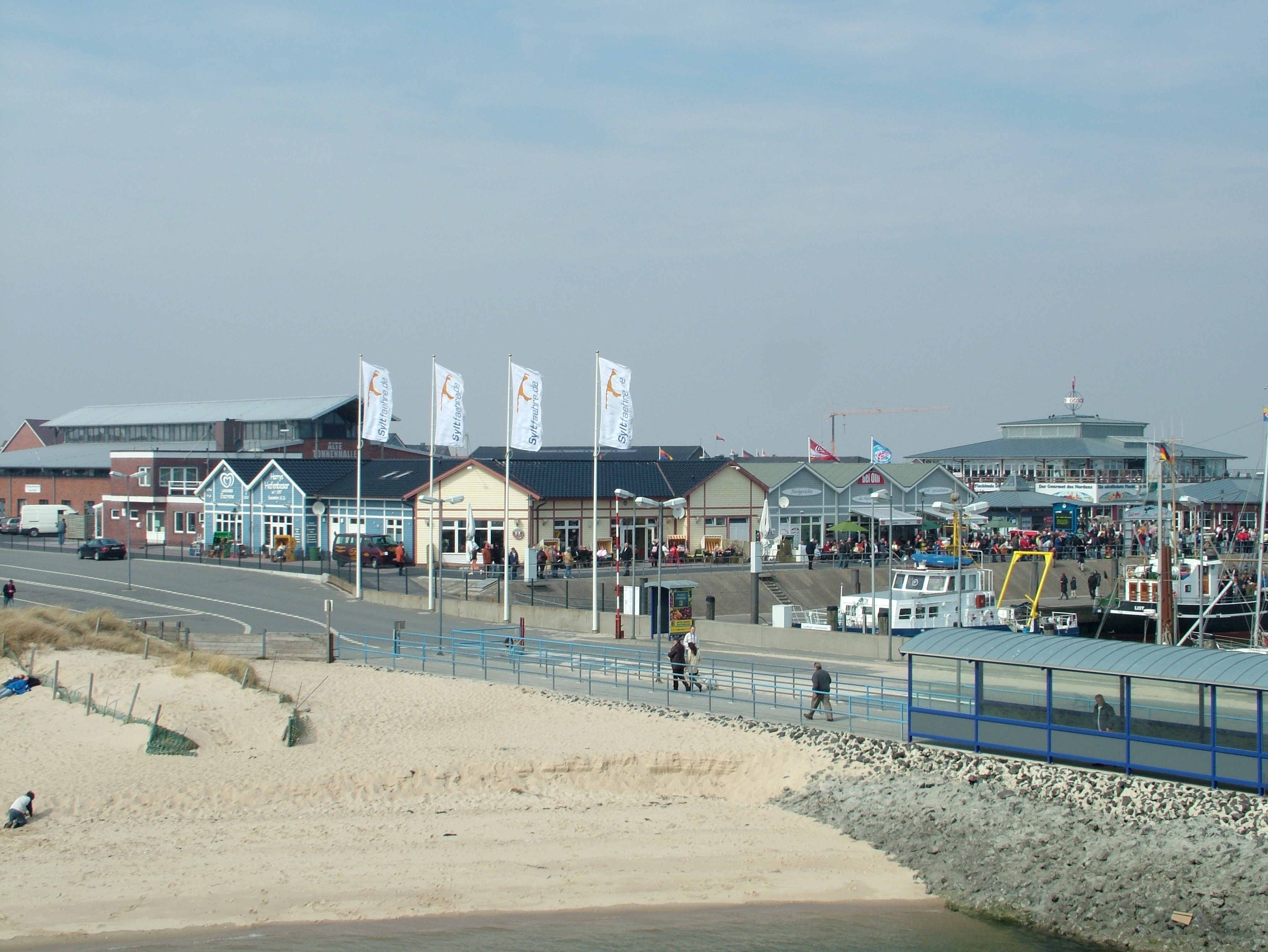
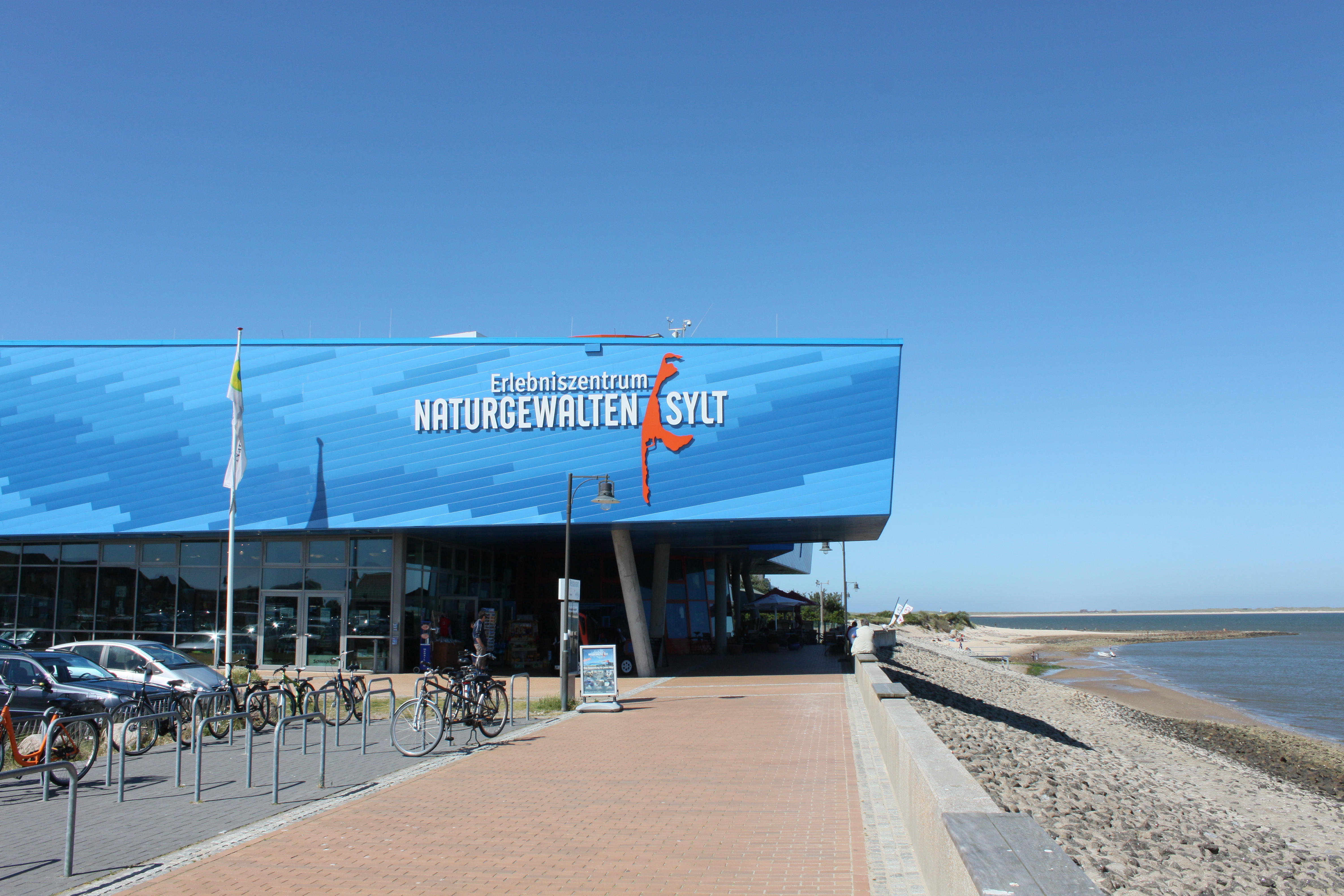
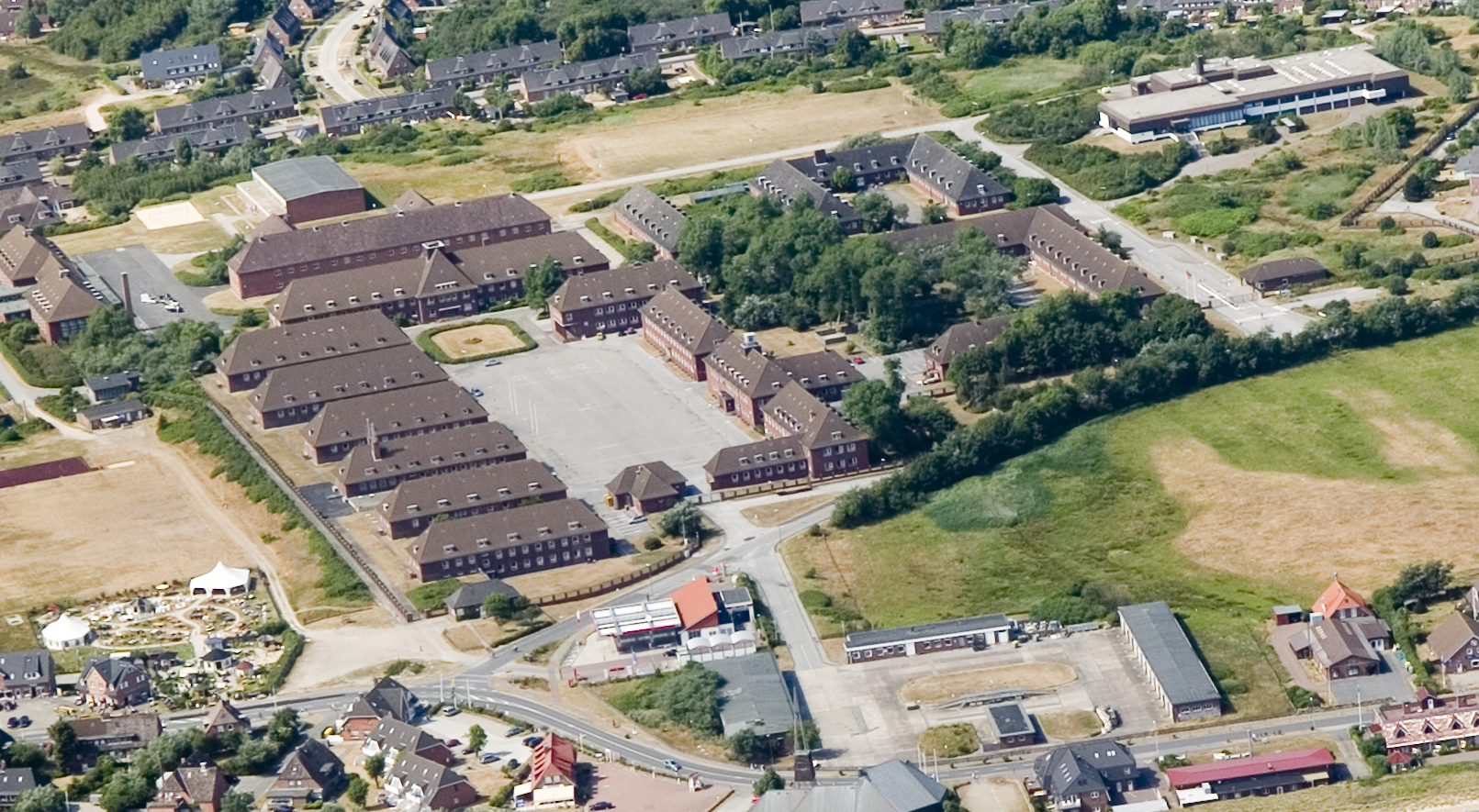